# قائمة الأفلام المصرية سنة 1941
هذه قائمة بالأفلام المصرية لسنة 1941 مرتبة أبجديا

## 1941
| الأسم              | إخراج        | تأليف                             | تمثيل                                                     | النوع           | ملاحظات                                 |
| ------------------ | ------------ | --------------------------------- | --------------------------------------------------------- | --------------- | --------------------------------------- |
| ألف ليلة وليلة     | توجو مزراحي  | توجو مزراحي، بديع خيري            | علي الكسار، حامد مرسي، عقيلة راتب                         | كوميدي          |                                         |
| إلى الأبد          | كمال سليم    | سليمان نجيب، كمال سليم            | فاطمة رشدي، سليمان نجيب، راقية إبراهيم                    |                 |                                         |
| الفرسان الثلاثة    | توجو مزراحي  | توجو مزراحي، بديع خيري            | فوزي الجزايرلي، عقيلة راتب، إحسان الجزايرلي               | كوميدي          |                                         |
| امرأة خطرة         | أحمد جلال    |                                   | آسيا داغر، حسين صدقي، عباس فارس، زينب صدقي                | درامي           |                                         |
| انتصار الشباب      | أحمد بدرخان  | عمر جميعي، أحمد بدرخان، بديع خيري | أسمهان، فريد الأطرش                                       | موسيقي          | أول أفلام الشقيقين أسمهان و فريد الأطرش |
| سي عمر             | نيازي مصطفى  | بديع خيري، نجيب الريحاني          | نجيب الريحاني، عبد الفتاح القصري، ميمي شكيب، ماري منيب    | كوميدي          |                                         |
| صلاح الدين الأيوبي | إبراهيم لاما | السيد زيادة                       | بدر لاما، أنور وجدي، بشارة واكيم                          | تاريخي          |                                         |
| عاصفة على الريف    | أحمد بدرخان  | بديع خيري                         | يوسف وهبي، محمود المليجي، زوزو نبيل، امينة رزق، حسين رياض |                 |                                         |
| عريس من إسطنبول    | يوسف وهبي    | يوسف وهبي                         | يوسف وهبي، راقية إبراهيم، بشارة واكيم                     | كوميدي، رومانسي |                                         |
| ليلى بنت الريف     | توجو مزراحي  | توجو مزراحي، بديع خيري            | يوسف وهبي، ليلي مراد                                      | درامي، موسيقي   |                                         |
| ليلى بنت المدارس   | توجو مزراحي  | يوسف وهبي، توجو مزراحي            | يوسف وهبي، ليلي مراد                                      | درامي، موسيقي   |                                         |
| مصنع الزوجات       | نيازي مصطفى  | نيازي مصطفى، بديع خيري            | محمود ذو الفقار، كوكا، أنور وجدي                          |                 |                                         |